# اجنبی (فیلم ۱۹۷۴)
اجنبی (به هندی: Ajanabee) یا غریبه (به انگلیسی: Stranger) فیلمی هندی محصول سال ۱۹۷۴ و به کارگردانی شاکتی سامانتا است. در این فیلم بازیگرانی همچون راجش خانا، زینت امان، پریم چوپرا، آسرانی و یوگتا بالی ایفای نقش کرده‌اند.